# Argivische Vasenmalerei

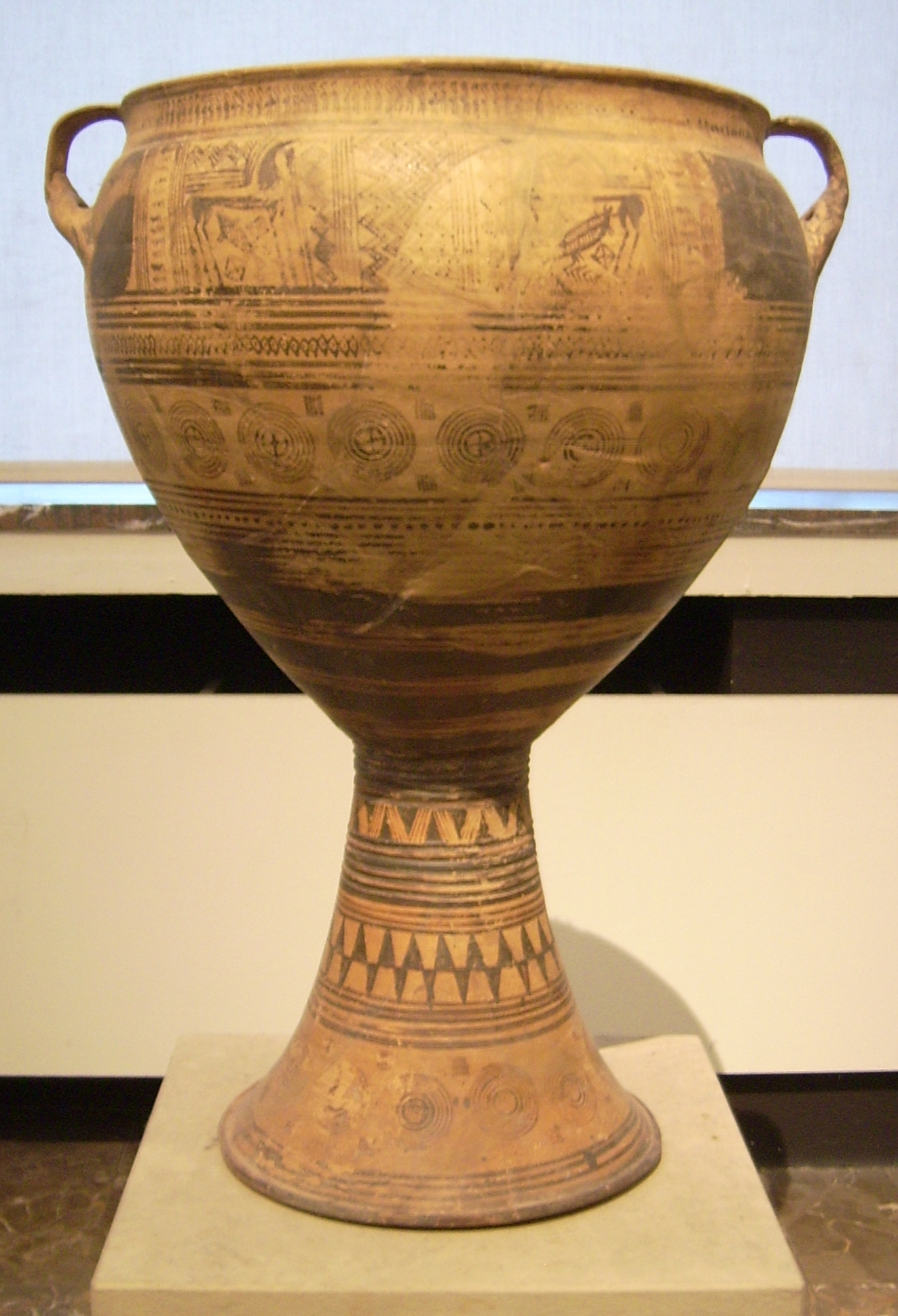
Spätgeometrischer Bügelhenkelkrater, aus einer argivischen Werkstatt; auf der Gefäßschulter Felder mit Pferdedarstellungen, um 730 v. Chr., gefunden auf Melos

Die Argivische Vasenmalerei war ein regionaler Stil der Griechischen Vasenmalerei aus der Stadt Argos.
Argos war neben Athen eines der Zentren der Geometrischen Vasenmalerei. Die argivischen Töpfermaler orientierten sich dabei besonders an den attischen Vorbildern, denen man bis in die Spätzeit des Stils (etwa 750/690 v. Chr.) folgte. Für die geometrischen Vasen aus Argos waren große Bildfenster charakteristisch, in denen entweder Pferde oder Männer mit Pferden gezeigt wurden. Im Hintergrund wurden häufig Wasservögel oder Fische abgebildet. Die Ornamente werden von getreppten Mäandern und orientalisierenden Motiven geprägt.